# Sicya mesapia
Sicya mesapia là một loài bướm đêm trong họ Geometridae.